# Ильин, Алексей Афиногенович
Алексе́й Афиноге́нович Ильи́н (3 [15] апреля 1834, Шлиссельбург, Санкт-Петербургская губерния, Российская империя — 22 ноября [4 декабря] 1889, Санкт-Петербург, Российская империя) — русский генерал-лейтенант, картограф, издатель.

## Биография

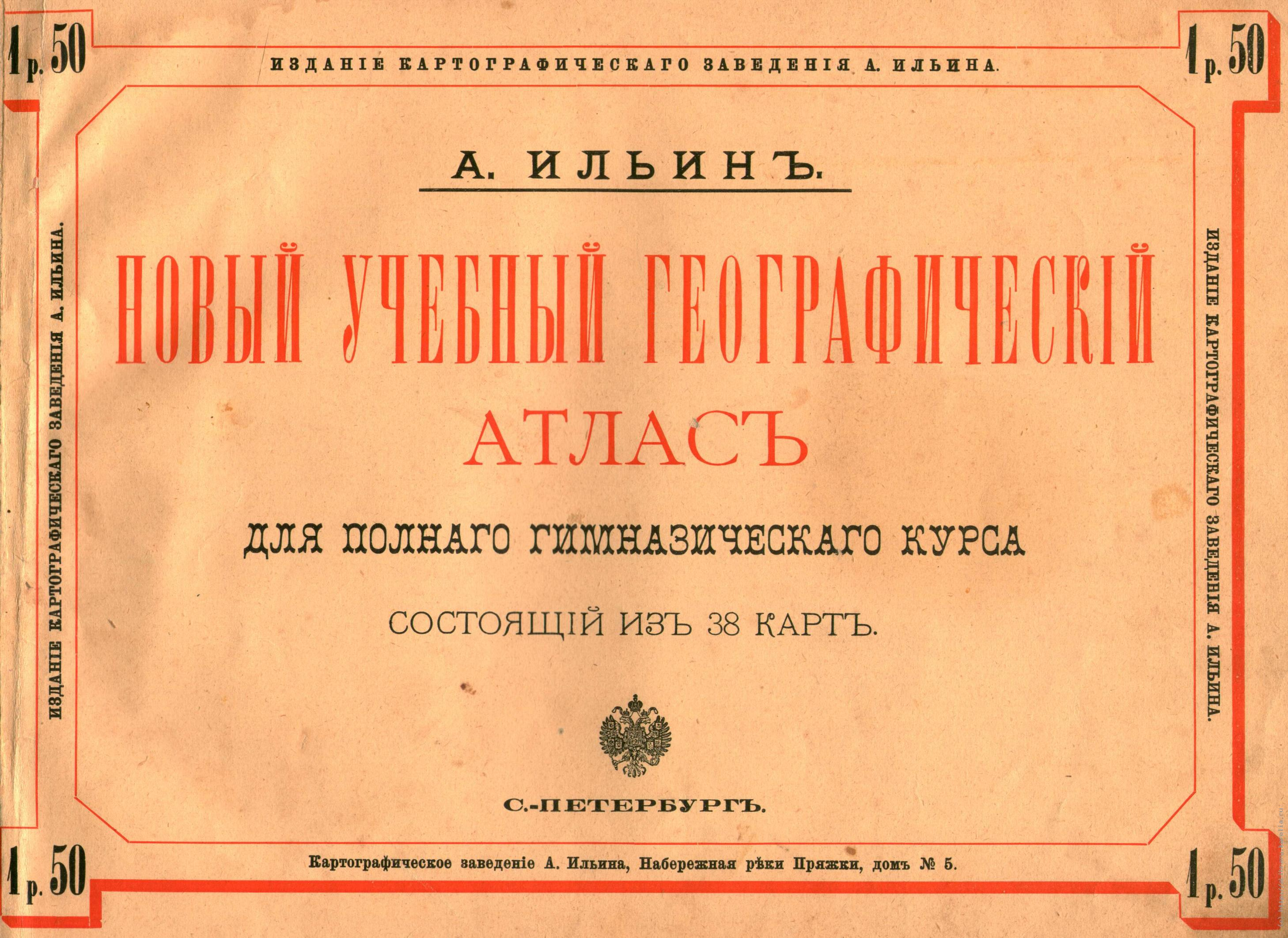

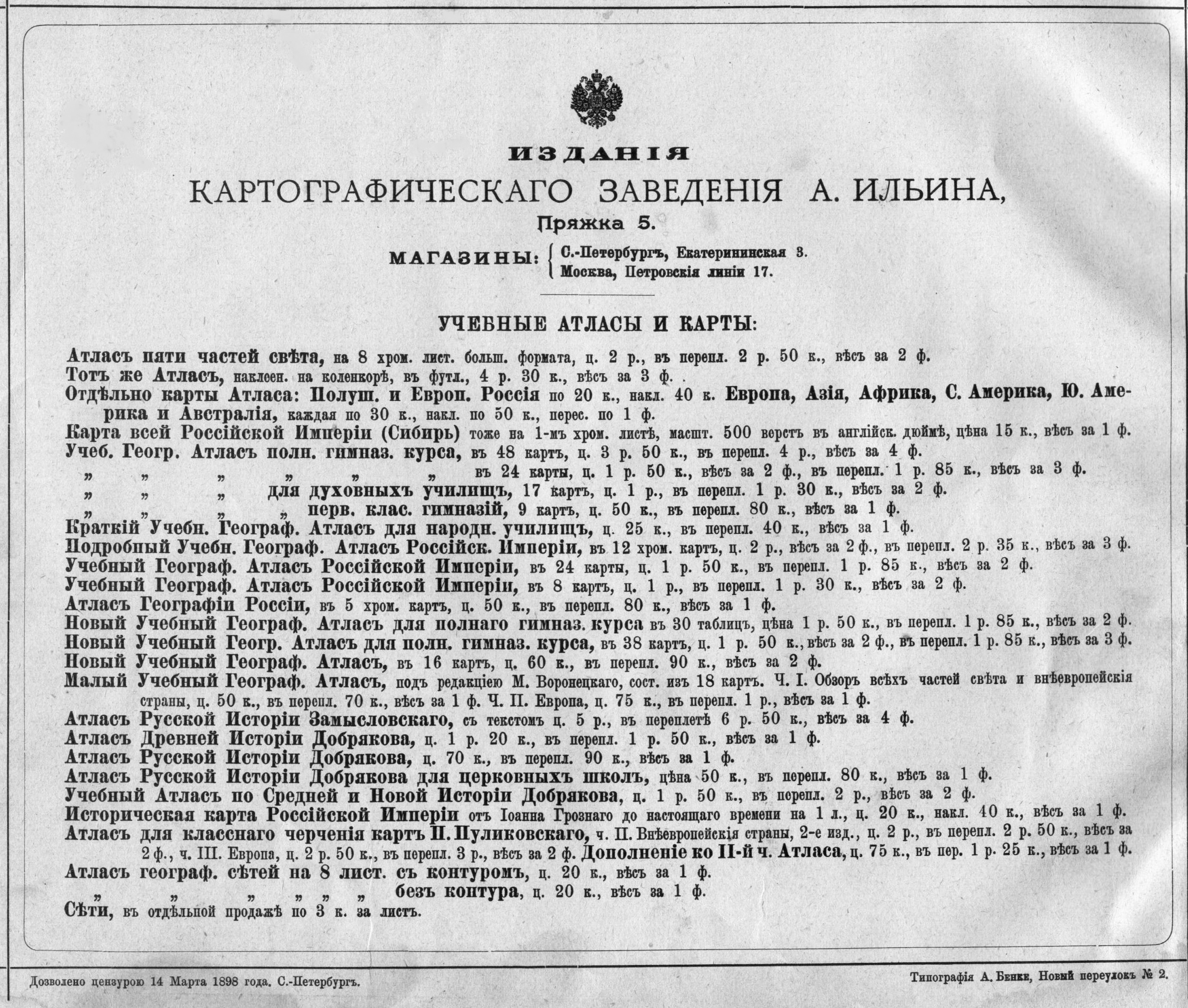

Родился 3 апреля 1834 года в Ново-Ладожском уезде, в родовом имении отца под Шлиссельбургом, воспитание получил в 1-м кадетском корпусе и школе гвардейских подпрапорщиков, откуда выпущен в офицеры 13 августа 1852 года в Лейб-гвардии Семёновский полк. Затем поступил в Академию Генерального штаба и в 1856 г. по окончании в ней курса состоял при Военно-топографическом депо, потом в распоряжении военного министра и генерал-квартирмейстера Главного штаба, а позже занимал место старшего начальника распорядительного отделения, был при главном управлении Генерального штаба для особых поручений и, наконец, состоял при начальнике Главного штаба чиновником особых поручений.
В 1859 году полковник Генерального штаба В. А. Полторацкий основал картографическую литографию. Штаб военно-учебных заведений поручил ему в 1858 г. издание военно-исторического атласа войн 1812—1815 гг., и Полторацкий, вступив в компанию с А. А. Ильиным, значительно расширил литографию с целью улучшить и удешевить порученную ему работу. Затем Полторацкий получил назначение в Туркестан и должен был оставить Петербург, и литография перешла в собственность А. А. Ильина и с 1864 г. стала называться «Картографическим заведением».
С начала 1870-х гг. положение его совершенно упрочилось, заведение значительно увеличило свою деятельность и с тех пор выпустило массу географических атласов и карт, научных, статистических, специальных для разных министерств, департаментов горного, почтового и телеграфного, для учёных обществ, в том числе для Академии наук и Русского географического общества, а также целый ряд художественных изданий для публики и для Академии художеств и других подобных учреждений.
К изданию карт Алексей Афиногенович Ильин привлёк таких видных учёных как А. И. Воейков, И. А. Стрельбицкий и др.
В 1870 году Ильин был награждён орденом Святой Анны 2-й степени, в 1875 г. — Святого Владимира 3-й степени.
Картографическому заведению принадлежало также издание таких капитальных трудов, как многотомное сочинение Э. Реклю «Земля и люди. Всеобщая география», «География» Клодена, «Учебный атлас по русской истории» Е. Замысловского, «Атлас Российской Империи 1871 года» и другие, и целая серия естественно-исторических книг и разных учебных руководств: «Краткий повторительный курс статистики», «Краткий курс тригонометрии», «Курс фортификации», «Курс артиллерии», «Лекции динамики», «Курс тактики», «Краткая справочная энциклопедия (военные науки, всеобщая история)» и многих других. Кроме того Ильин издавал двенадцать лет (1867—1878) журнал популярного землеведения «Всемирный путешественник» (на паях с генералом С. П. Зыковым) и с 1879 г. такой же журнал «Природа и люди».
В генерал-майоры А. А. Ильин был произведён 30 августа 1878 года; в 1883 году удостоен ордена св. Станислава 1-й степени, чин генерал-лейтенанта получил 30 августа 1888 г.
Умер 22 ноября 1889 года. Похоронен рядом со своей женой в селе Сари Новоладожского уезда при Покровской церкви.

### Семья
- Жена — Александра Фёдоровна Ильина (урожд. Шеринг). Их сыновья:
- Алексей Алексеевич Ильин (1858—1942) — государственный деятель, историк, нумизмат, картограф.
- Афиноген Алексеевич Ильин — капитан 2-го ранга, предводитель дворянства Шлиссельбургского уезда[5][6].